# Albrecht Bräuer
Albrecht Peter Bräuer (* 14. Mai 1830 in Breslau, Provinz Schlesien; † 7. September 1897 ebenda) war ein deutscher Maler und Zeichner, ab 1860 Lehrer an der Kunstgewerbeschule in Breslau.

## Leben
Albrecht Bräuer erhielt eine künstlerische Ausbildung bei seinem Vater, dem Maler, Zeichner, Stecher und Lithografen Karl Bräuer (1794–1866), sowie bei dem Bildhauer Carl Andreas Mächtig (1797–1857). Von 1847 bis 1849 war er Schüler von Ernst Resch in Breslau. In den Jahren 1850 bis 1852 studierte er an der Kunstakademie Dresden bei Carl Gottlieb Peschel, die letzten sechs Monate bei Julius Hübner. Von Ostern 1852 bis Frühjahr 1856 besuchte er das Städelsche Kunstinstitut in Frankfurt am Main. Dort unterwies ihn Edward von Steinle. 1857 kehrte er nach Breslau zurück. 1860 wurde er Lehrer an der dortigen Kunstschule. Er unterrichtete Freihandzeichnen, Ornamentallehre, Perspektive, Anatomie, Akt-, Porträt- und Figurenmalerei. 1884 wurde er zum Professor ernannt. 1883 unternahm er eine Italienreise.

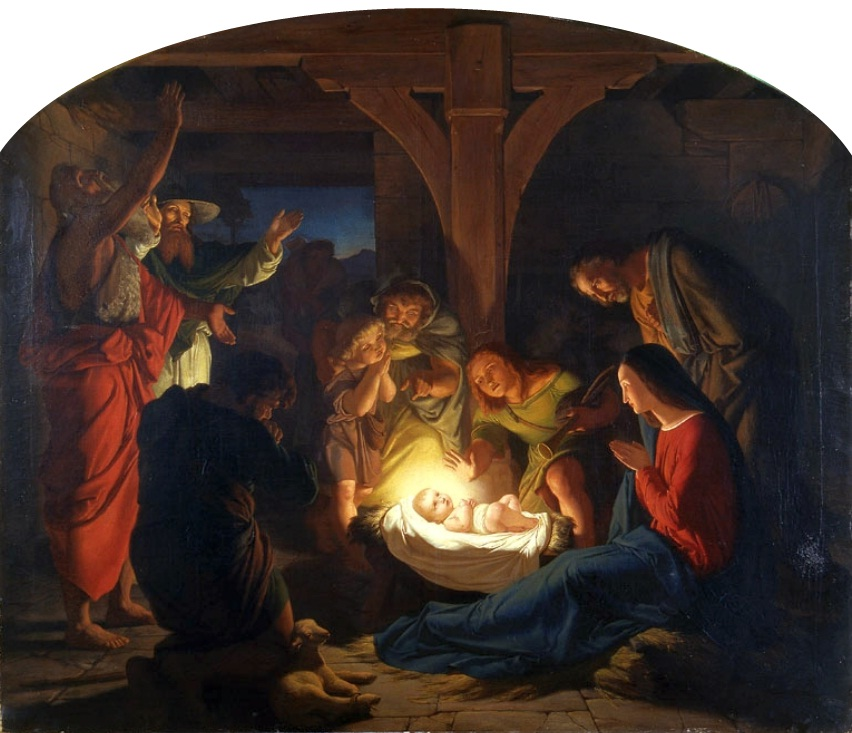
Anbetung der Hirten, 1853, Nationalmuseum Warschau

Durch Bilder für verschiedene Gotteshäuser erwarb sich Bräuer bald einen Namen als Kirchen- und Historienmaler. Seine Malerei ist geprägt durch nazarenische Vorbilder und erinnert teilweise an Arbeiten von Moritz von Schwind. Darüber hinaus zeigt sein Schaffen weitere Tendenzen der deutschen Kunst des 19. Jahrhunderts.
Neben dieser Malerei produzierte er Materialien für den Kunstunterricht, etwa Vorlageblätter für den Zeichenunterricht, ein Ornamentwerk mit 40 Lithografien, das 1878 eine Goldmedaille auf einer Berliner Ausstellung errang. Außerdem kopierte er Werke Alter Meister. Ferner beschäftigte er sich mit Experimenten zu Farbstoffen und mit kunsttheoretischen Forschungen über Perspektive, Anatomie und Proportionslehre. Darüber hinaus sammelte er Stiche und Zeichnungen mit Darstellungen von Gewändern, Kunstobjekten verschiedener Zeiten und Kulturen sowie Mappen mit ornamentalen, pflanzlichen, perspektivischen und anatomischen Studien für sein Atelier in der Kunstschule.
Als Kunstpädagoge hatte er Einfluss auf die Entwicklung später bekannter Künstler, etwa Fritz Erler, Hans Baluschek, Hans Dressler, Walther Firle, Moritz Heymann, Wilhelm Jordan, Adolf Münzer, Hermann Schmiechen, Robert Śliwiński, Marie Spieler und Eugen Spiro. Der Schriftsteller Gerhart Hauptmann entwickelte die Figur des Michael Kramer im gleichnamigen Drama nach ihm.